# Active Queue Management
Active Queue Management (AQM) (Активное Управление Очередью) — технология в сетевых маршрутизаторах, заключающаяся в отбрасывании или установлении флага ECN пакетов до того, как очередь маршрутизатора заполнится.

## Управление очередью
Маршрутизаторы обычно поддерживают некоторый набор очередей, по одной очереди на каждый интерфейс, которые управляются планировщиком по выдаче пакетов на этот интерфейс.

### Преимущества AQM
Tail drop очереди имеют тенденцию к неравномерному распределению потоков, что вызывает глобальную синхронизацию. При вероятностном отбрасывании пакетов, у AQM дисциплин, как правило, получается избежать этих проблем.
Предоставляя конечным рабочим станциям индикацию перегрузки прежде, чем очередь переполняется, дисциплины AQM в состоянии поддерживать более малый размер очереди, чем в случае использования Tail drop алгоритма, что снижает время сетевой задержки («ping time»).
Если AQM очереди никогда не переполняются, то они свободно могут использовать механизм ECN для отмечания пакетов вместо их отбрасывания.

### Недостатки AQM
Раньше алгоритмы AQM (особенно RED и SRED) требовали тщательной настройки их параметров с целью обеспечить хорошую производительность. Современные же алгоритмы AQM (ARED, BLUE, IP) являются самонастраивающимися, и могут быть запущены с параметрами по умолчанию в большинстве случаев.

## Алгоритмы AQM
- Tail drop;
- Adaptive Virtual Queue (AVQ);
- Random early detection (RED);
- Weighted random early detection (WRED);
- Random Exponential Marking (REM);
- Blue and Stochastic Fair Blue (SFB);
- PI controller